# 2,3,4,5,6,7,8,9,10,11,12,13,14,15-Tétradécaméthylhexadécane
Le 2,3,4,5,6,7,8,9,10,11,12,13,14,15-tétradécaméthylhexadécane est un alcane supérieur ramifié de formule brute C30H62 et de formule semi-développée (CH3)2CH-[CH(CH3)]12-CH(CH3)2.
Les atomes de carbone C3 à C14 de la chaîne carbonée de cette molécule sont chiraux. En raison de sa symétrie (présence d'un plan passant par le milieu de la liaison C8-C9), un certain nombre des nombreuses paires d'énantiomères sont de fait des composés méso.